# Europastraße 575
Die Europastraße 575 (kurz: E 575) ist eine von Nordwest nach Südost verlaufende Europastraße von der Slowakei nach Ungarn, die etwa  95 km lang ist und weitestgehend östlich der Donau verläuft. Sie durchquert den Bratislavský kraj und den Trnavský kraj in der Slowakei und das Komitat Győr-Moson-Sopron in Ungarn. Die ersten 32 Kilometer zwischen Bratislava und Holice sind autobahnartig ausgebaut.

## Verlauf
Die Europastraße 575 beginnt am Autobahnkreuz Bratislava-Nivy mit der Diaľnica D1, die hier die E 58 und E 75 führt. Auf der Schnellstraße R7 nach Südosten werden u. a. Rovinka, Dunajská Lužná und Šamorín passiert, bevor die R7 bei Holice in die Nationalstraße 63 übergeht. Die E 575 bildet dann die Umgehungsstraße von Dunajská Streda und führt anschließend nach Veľký Meder. Hier biegt sie nach Südwesten auf die Nationalstraße 13 ab. Bei Medveďov erreicht sie die Donaubrücke und damit die slowakisch-ungarische Grenze. Hinter der Brücke ist es die Hauptstraße 14, die die E 575 an Vámosszabadi vorbei ins Stadtgebiet von Győr führt. Dort endet die E 575 an der Gabelung mit der Hauptstraße 1.